# 大迫塁
大迫 塁（おおさこ るい、2004年10月13日 - ）は、鹿児島県鹿児島市出身のプロサッカー選手。Jリーグ・SC相模原所属。ポジションはミッドフィールダー。

## 来歴
谷山SSS、FCサウサーレ、神村学園中等部を経て、高校は神村学園の高等部に進学。神村学園では1年生から選手権に出場し、2022年2月に2年生ながらセレッソ大阪に加入が内定した。高校最後の選手権では福田師王とともに活躍したが、ベスト4で大会を去った。セレッソに決めた理由は、中3の国体からセレッソのスカウト担当者がチェックしていたことと、練習参加した時に清武弘嗣がとても上手く、ここでサッカーをしたいと感じたから。
2023年4月5日、ルヴァンカップ・グループステージの京都サンガF.C.戦でプロデビューを飾った。
2024年、J2のいわきFCに育成型期限付き移籍で加入。
12月28日、セレッソ大阪に復帰することが発表された。
2025年3月、SC相模原へ育成型期限付き移籍。

## 所属クラブ
- 2010年 - 2013年 谷山SSS
- 2014年 - 2016年 FCサウサーレ
- 2017年 - 2019年 神村学園中等部
- 2020年 - 2022年 神村学園高等部
- 2023年 -  セレッソ大阪
  - 2024年  いわきFC (期限付き移籍)
  - 2025年3月 -  SC相模原 (育成型期限付き移籍)

## 個人成績
| 国内大会個人成績 | 国内大会個人成績 | 国内大会個人成績 | 国内大会個人成績 | 国内大会個人成績             | 国内大会個人成績 | 国内大会個人成績 | 国内大会個人成績 | 国内大会個人成績 | 国内大会個人成績 | 国内大会個人成績 | 国内大会個人成績 |
| 年度             | クラブ           | 背番号           | リーグ           | リーグ戦                     | リーグ戦         | リーグ杯         | リーグ杯         | オープン杯       | オープン杯       | 期間通算         | 期間通算         |
| 年度             | クラブ           | 背番号           | リーグ           | 出場                         | 得点             | 出場             | 得点             | 出場             | 得点             | 出場             | 得点             |
| 日本             | 日本             | 日本             | 日本             | リーグ戦                     | リーグ戦         | リーグ杯         | リーグ杯         | 天皇杯           | 天皇杯           | 期間通算         | 期間通算         |
| ---------------- | ---------------- | ---------------- | ---------------- | ---------------------------- | ---------------- | ---------------- | ---------------- | ---------------- | ---------------- | ---------------- | ---------------- |
| 2023             | C大阪            | 34               | J1               | 0                            | 0                | 1                | 0                | 1                | 0                | 2                | 0                |
| 2024             | いわき           | 23               | J2               | 14                           | 1                | 2                | 0                | 2                | 0                | 18               | 1                |
| 2025             | 相模原           | 8                | J3               |                              |                  |                  |                  |                  |                  |                  |                  |
| 通算             | 日本             | 日本             | J1               | 0                            | 0                | 1                | 0                | 1                | 0                | 2                | 0                |
| 通算             | 日本             | 日本             | J2               | 14                           | 1                | 2                | 0                | 2                | 0                | 18               | 1                |
| 通算             | 日本             | 日本             | J3               | \|\|\|\|\|\|\|\|\|\|\|\|\|\| |                  |                  |                  |                  |                  |                  |                  |
| 総通算           | 総通算           | 総通算           | 総通算           | 14                           | 1                | 3                | 0                | 3                | 0                | 20               | 1                |

出場歴
- Jリーグ初出場 - 2024年3月30日 J2第7節 ブラウブリッツ秋田戦 (ソユーススタジアム)
- Jリーグ初得点 - 2024年4月7日 J2第9節 横浜FC戦 (ニッパツ三ツ沢球技場)

## 代表歴
- U-15日本代表
  - 欧州遠征（2019年）
  - AFC U-16選手権・予選（2019年）
  - スペイン遠征（2019年）
- U-16日本代表
  - トルコ遠征（2020年）
  - SBSカップ 国際ユースサッカー(2020年）
- U-17日本高校選抜（2021年）
- U-17日本代表候補（2021年）
- 日本高校選抜（2022年）

## タイトル

### 個人
- 全国高等学校サッカー選手権大会・優秀選手（2022年）